# James Chestnut
James Chestnut Jr. (Camden, 18 gennaio 1815 – Camden, 1º febbraio 1885) è stato un politico e generale statunitense.

## Biografia
Nativo della Carolina del Sud, studiò in New Jersey all'università di Princeton e poi tornò ad esercitare come avvocato nel suo Stato natale. Presto cominciò a servire in politica, venendo eletto presidente del Senato della Carolina del Sud e in seguito senatore a Washington.
Chestnut, sostenitore della secessione del proprio Stato, si dimise dalla carica all'elezione di Abraham Lincoln a presidente degli Stati Uniti. Tornato in Carolina del Sud, aderì agli Stati Confederati d'America e partecipò all'assedio di Fort Sumter, occupandosi di parlamentare col forte per convincerlo alla resa. Dopo Fort Sumter prese parte alla costituzione del congresso provvisorio confederato, di cui rimase membro fino alla sua dissoluzione un anno più tardi.
Nel frattempo partecipò ai primi scontri della guerra civile americana, per poi diventare aiutante di campo del presidente confederato Jefferson Davis. Promosso brigadier generale nel 1864, tentò di opporsi alle incursioni del generale unionista William T. Sherman nel Sud, sconfiggendolo nella battaglia di Tulifinny ma dovendo comunque arrendersi poco dopo.
Dopo la guerra tornò a praticare l'avvocatura, e dopo una fallimentare esperienza politica come indipendente morì nel 1885.